# Billy Wilder
Billy Wilder (eredeti neve: Samuel Wilder) (Sucha Beskidzka, 1906. június 22. – Beverly Hills, Kalifornia, 2002. március 27.) hatszoros Oscar-díjas amerikai filmrendező, forgatókönyvíró, producer.

## Életpályája
Max Wilder és Eugenia Dittler gyermekeként született. Családja Bécsbe költözött. Egyetemi tanulmányait a Bécsi Egyetem jogi karán végezte. Wilder sportújságíróként kezdte pályafutását. Ezután Berlinbe ment. 1926-1929 között Berlinben a Die Stunde riportere, valamint a Nachtausgabe szerkesztője volt. 1929-1933 között forgatókönyvíró volt. 1930-ban készült el első forgatókönyves filmje, az Emberek vasárnap. 1933-tól rendező Franciaországban. Miután megérkezett Hollywoodba 1933-ban, forgatókönyvíróként folytatta pályafutását. 1934-ben az Amerikai Egyesült Államokba költözött (amerikai állampolgár is lett), és még ugyanebben az évben debütált első rendezői filmjével, a Rosszcsonttal. 1934-ben volt első jelentős forgatókönyvírói sikere a Ninocska című filmmel. 1942-től rendezett. A második világháború idején veszítette el édesanyját, mamáját és mostohaapját, akik az auschwitzi koncentrációs táborban haltak meg. Az 1944-es Gyilkos vagyok című filmjét a legjobb rendezői és forgatókönyvírói díjra jelölték. Egy évvel később Wilder kiérdemelte a legjobb rendező és legjobb forgatókönyvírói díjat a Férfiszenvedély című filmjéért. 1950-ben ő írta és rendezte az Alkony sugárút című filmet is. 1951-től producerként is dolgozott. Az 1950-es években Wilder több filmet is rendezett: A 17-es fogolytábort (1953) és A vád tanúját (1957), Van, aki forrón szereti (1959). Az 1960-as években olyan filmekben dolgozott, mint például az Egy, kettő, három (1961), Irma, te édes (1963) és a Csókolj meg, tökfej! (1964). 1981-ben nyugdíjba vonult. 1988-ban elnyerte az Irving G. Thalberg-emlékdíjat.
2002. március 27-én hunyt el tüdőgyulladás  következtében Beverly Hillsben.

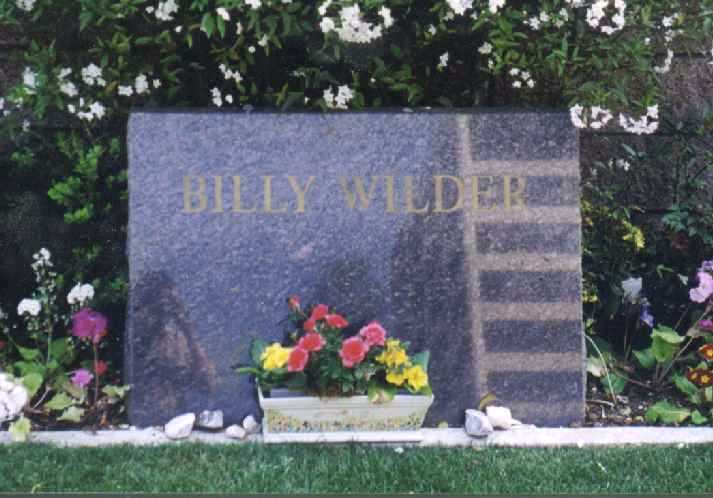
Billy Wilder sírköve

## Magánélete
1936–1946 között Judith Coppicus volt a felesége. 1949-2002 között Audrey Young volt a párja.

## Filmjei
- 1930 Emberek vasárnap (Menschen am Sonntag) f
- 1934 Rosszcsont (Mauvaise graine) r, f
- 1938 Kékszakáll nyolcadik felesége (Bluebeard's Eighth Wife) f
- 1939 Ninocska (Ninotchka) f
- 1939 A férj közbeszól/Éjfél (Midnight) f
- 1940 Ritmus a folyón (Rhythm on the River) f
- 1941 Szőke szélvész (Ball of Fire) f
- 1942 Az őrnagy meg a csitri (The Major and the Minor) r, f
- 1943 Öt lépés Kairó felé (Five Graves to Cairo) r, f
- 1944 Gyilkos vagyok (Double Indemnity) r, f
- 1945 Férfiszenvedély (The Lost Weekend) r, f
- 1947 A püspök felesége (The Bishop's Wife) f
- 1948 The Emperor Waltz r, f
- 1948 Külügyi szívügyek / Külkapcsolat (A Foreign Affair) r, f
- 1948 A zene szerelmese (A Song Is Born) f
- 1950 Alkony sugárút (Sunset Boulevard) r, f
- 1951 A nagy karnevál (Ace in the Hole) r, p, f
- 1953 A 17-es fogolytábor (Stalag 17) r, p, f
- 1954 Sabrina r, p, f
- 1954 Emil és a detektívek (Emil und die Detektive) f
- 1954-1955 Lux Video Theatre, f
- 1955 Hétévi vágyakozás / Hét évig kívánlak (The seven year itch) r, p, f
- 1957 Délutáni szerelem (Love in the Afternoon) r, p, f
- 1957 The spirit of St. Louis r, f
- 1957 A vád tanúja (Witness for the Prosecution) r, f
- 1959 Van, aki forrón szereti (Some Like It Hot) r, p, f
- 1960 Legénylakás (The Apartment) r, p, f
- 1960 A dicső tizenegy (Ocean's eleven) f
- 1961 Egy, kettő, három (One, Two, Three) r, p, f
- 1963 Irma, te édes (Irma la Douce) r, p, f
- 1964 Csókolj meg, tökfej! (Kiss Me, Stupid) r, p, f
- 1966 Sógorom, a zugügyvéd (The Fortune Cookie) r, p, f
- 1966 Casino 007 (Casino Royale) f
- 1970 Sherlock Holmes magánélete (The Private Life of Sherlock Holmes) r, p, f
- 1972 Avanti! r, p, f
- 1974 Szenzáció! (The Front Page) r, f
- 1978 Fedora r, p, f
- 1981 Haver, haver (Buddy Buddy) r, f

(r = rendező; p = producer; f = forgatókönyvíró)

## Díjai
- Golden Globe-díj (1946, 1951, 1955)
- New York-i Filmkritikusok díja (1946, 1960)
- Oscar-díj (1946, 1951, 1961)
- cannes-i nemzetközi nagydíj (1946) Férfiszenvedély
- Bodil-díj (1951) Alkony sugárút
- Ezüst Szalag díj (1951) Alkony sugárút
- Kék Szalag díj (1952) Alkony sugárút
- BAFTA-díj a legjobb filmnek (1961) Legénylakás
- David di Donatello-díj (1975) Szenzáció!
- az Amerikai Filmintézet életműdíja (1985)
- Irving G. Thalberg-díj (1988)
- Nemzeti Művészeti Érem (1993)
- a berlini fesztivál életműnagydíja (1993)
- Goethe Érem (1994)
- Los Angeles-i filmkritikusok díja (1994)

## Fordítás
- Ez a szócikk részben vagy egészben  a   Billy Wilder című angol Wikipédia-szócikk fordításán alapul.  Az eredeti cikk szerkesztőit annak laptörténete sorolja fel. Ez a jelzés csupán a megfogalmazás eredetét és a szerzői jogokat jelzi, nem szolgál a cikkben szereplő információk forrásmegjelöléseként.